# Велика Єрзовка
Велика Є́рзовка (рос. Большая Ерзовка) — присілок у складі Махньовського міського округу Свердловської області.
Населення — 104 особи (2010, 133 у 2002).
Національний склад населення станом на 2002 рік: росіяни — 96 %.